# Тед ван дер Перр
Тед ван дер Перр (англ. Ted van der Parre, нар. 21 вересня 1955) — колишній професійний стронгмен з Нідерландів. В 1991 році зайняв четверте місце у змаганні «Найсильніша людина світу», а у 1992 — переміг.
В 1994 році зайняв восьме місце. Зі зростом 213 см він став найвищим стронгменом, який брав участь у змаганнях «Найсильніша людина світу». Також Тед ван дер Перр має найвищий показник Індексу маси тіла — 35. Вигравав титул Найсильнішої людини Нідерландів в 1991, 1992 і 1994 році.
Наразі припинив виступи. Проживає в Нідерландах.

## Досягнення
Найсильніша людина Нідерландів — 1 місце (1991, 1992, 1994)
Найсильніша людина світу — 4 місце (1991) 1 місце (1992), 8 місце (1994, травма)